# President van Frankrijk
De president van Frankrijk, in het dagelijkse spraakgebruik steeds aangeduid als president van de Republiek (Frans: président de la République, volledig de président de la République française), is het verkozen staatshoofd van Frankrijk, tevens coprins van Andorra. De Franse president is een van de weinige staatshoofden binnen de Europese Unie die daadwerkelijke politieke macht uitoefenen en dan ook aanwezig is bij vergaderingen van de Europese Raad.
De huidige president is Emmanuel Macron, die op 14 mei 2017 François Hollande opvolgde. Macron won in de presidentsverkiezingen van 2017 in de tweede en beslissende ronde van 7 mei, met 66,1 procent van de stemmen. Hij werd herkozen voor een tweede ambtstermijn in 2022.

## Bevoegdheden
Sinds de invoering van de Vijfde Republiek door Charles de Gaulle zijn de bevoegdheden van de president fors uitgebreid, met name op het gebied van het buitenlands beleid. De president is ook de opperbevelhebber van de Krijgsmacht van Frankrijk. Zo beslist hij over de inzet van de Force de dissuasion. Hoewel wetgeving het domein is van de premier en het parlement, heeft de president zowel formeel als informeel (volgens de Franse Grondwet) significante macht.
Wellicht zijn belangrijkste bevoegdheid is dat de president de premier mag kiezen. Echter, omdat het parlement de regering mag wegsturen, is zijn keuze beperkt tot een premier die door een meerderheid van de Assemblée wordt ondersteund. Als een meerderheid van het parlement een andere politieke kleur heeft dan die van de president, dan is een zogenaamde cohabitation nodig.

## Ambtstermijn
Oorspronkelijk (sinds 1958) was de ambtstermijn van de president zeven jaar. Sinds een referendum hierover in 2000 is de ambtstermijn ingekort tot vijf jaar, dezelfde als de maximale zittingsduur van het parlement. Hiermee wordt het risico op een cohabitation in de laatste twee jaar van een presidentiële termijn verkleind. De president kan echter eenmaal vervroegd het parlement ontbinden en verkiezingen uitschrijven, bijvoorbeeld als hij daarmee meent zijn positie te versterken. Dat kan echter toch anders uitpakken, zoals Jacques Chirac ondervond in 1997. President Chiracs tweede ambtstermijn (vanaf 2002 tot 2007) was de eerste die vijf jaar heeft geduurd.
Een Franse president kan sinds een grondwetswijziging in 2008 maximaal een keer herkozen worden.

## Verkiezing
Een presidentskandidaat heeft 500 handtekeningen nodig van lokale, regionale of nationale afgevaardigden, waarvan er totaal ongeveer 37.000 zijn.
De verkiezing van de Franse president vindt plaats in (zo nodig) twee rondes, om zeker te stellen dat de president met een meerderheid van uitgebrachte stemmen wordt verkozen. Tenzij in de eerste ronde één kandidaat een absolute meerderheid behaalt, wat sinds 1958 niet is voorgekomen, gaan de twee kandidaten met de meeste stemmen door naar een tweede ronde, twee weken na de eerste.

## Opvolging
In geval van overlijden of aftreden van de president wordt de voorzitter van de Senaat interim-president. Hij heeft niet alle bevoegdheden van het presidentschap, en mag bijvoorbeeld niet de Assemblée ontbinden of ministers benoemen en ontslaan. Alain Poher is als enige interim-president geweest, en wel twee keer. Als ook de interim-president wegvalt, neemt de regering de bevoegdheden van de president over.
De regering moet zo snel mogelijk presidentsverkiezingen organiseren in de interim-periode.
Twee presidenten zijn tijdens hun regeerperiode om het leven gebracht:
- Marie François Sadi Carnot – op 24 juni 1894 in de onderbuik gestoken en de volgende dag overleden, na 6 jaar en 6 maanden presidentschap
- Paul Doumer – op 7 mei 1932 in het hoofd geschoten en de volgende dag overleden, 11 maanden na zijn aantreden

Naast de vermoorde presidenten zijn er twee presidenten tijdens hun regeerperiode overleden:
- Félix Faure – op 16 februari 1899 overleden aan een beroerte, 4 jaar en 1 maand na zijn aantreden
- Georges Pompidou – op 2 april 1974 overleden aan ziekte van Waldenström, na 4 jaar en 9 maanden presidentschap

## Residentie

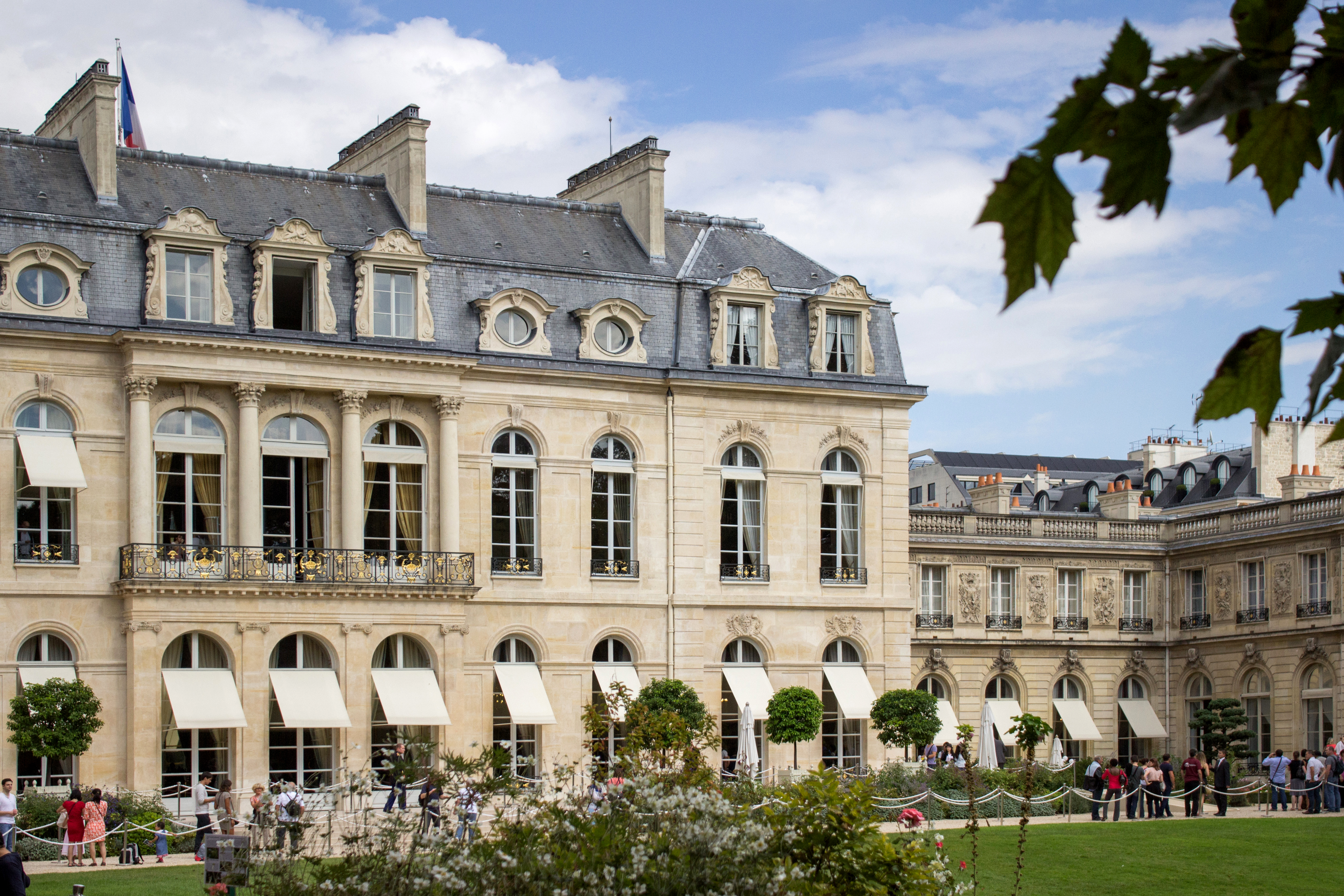
Het Élysée in Parijs

De officiële werkplek en residentie van de president is het Élysée-paleis in Parijs.
Ook heeft de president twee andere onderkomen: het Fort de Brégançon aan de Middellandse Zee in Zuid-Frankrijk en La Lanterne, een jachthuis in Versailles naast Parijs.